# Mouri

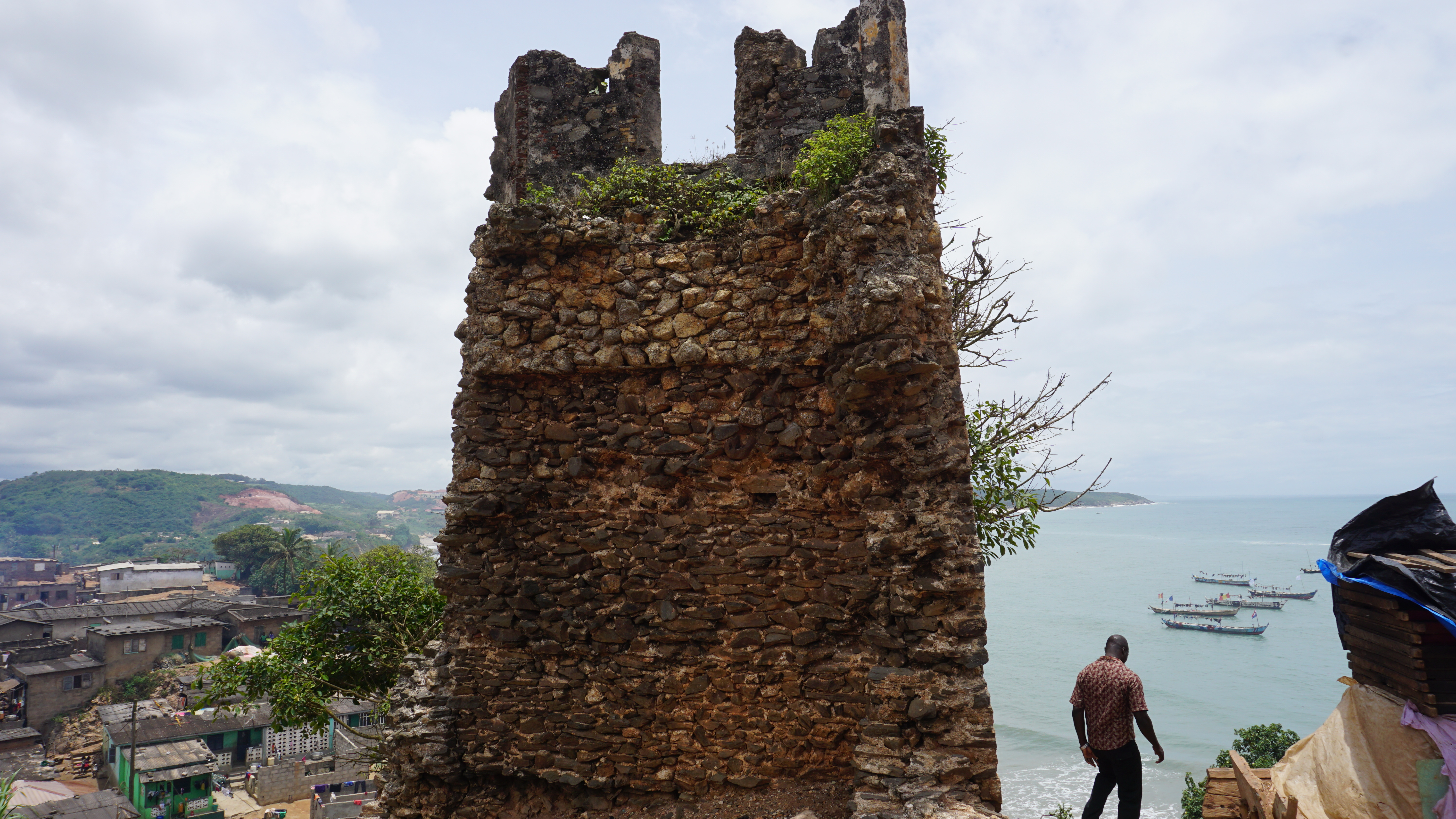
Restes del mur de l'assentament.

Mouri fou un assentament portuguès i després neerlandesa a la Costa d'Or.
Els portuguesos s'hi van establir al segle xvi. A partir de 1598 els neerlandesos volien substituir als portuguesos. La factoria de Mouri fou cremada fins als fonaments el 1610. Els comerciants neerlandesos després van sol·licitar els Estats Generals de la República Neerlandesa poder construir un fort a la costa. Els Estats Generals va ser receptiu de les seves demandes, i va enviar Jacob Clantius, que es convertiria en el primer general a la Costa d'Or el 1611. El 1612, el Tractat d'Asebu va ser signat entre els neerlandesos i els cap d'Asebu, el que va permetre l'establiment de Fort Nassau a Mouri.
En 1612, Clantius va construir la fortalesa a Mouri, que, a causa de la falta de familiaritat dels neerlandesos amb la construcció a les zones tropicals, fou famosa per les seves condicions insalubres. El 1624, els neerlandesos la van ampliar considerablement. Fort Nassau va servir com la capital de la Costa d'Or Neerlandesa des de la seva creació fins a 1637, quan els neerlandesos van capturar la fortalesa de Sant Jordi de la Mina als portuguesos.
Al final de 1781 el capità Thomas Shirley de la fragata HMS Leander, juntament amb el balandra de guerra Alligator, va navegar per la Costa d'Or Neerlandesa amb un comboi format per un parell de vaixells mercants i transports. Gran Bretanya estava en guerra amb la República Neerlandesa i Shirley va llançar un atac sense èxit el 17 de febrer en el lloc d'avançada neerlandes a Elmina, que va ser rebutjat quatre dies més tard. La Leander i Shirley després van capturar cinc fortins neerlandesos: Fort Nassau (20 canons) a Mouri, Fort Amsterdam (32 canons) a Kormantine (Courmantyne), Fort Lijdzaamheid o Fort Paciència (22 canons) a Apam i Fort Goede Hoop (18 canons) a Senya Beraku (Berricoe, Berku, Fort Barracco), i Fort Crèvecœur (32 canons), a Accra. Shirley llavors va establir guarnicions en aquelles instal·lacions amb personal de Cape Coast Castle. Al final de la guerra foren retornades a la Republica de les Províncies Unides. Va passar a Gran Bretanya el 1872 amb la venda de la Costa d'Or Neerlandesa.